# World Games 1981/Medaillenspiegel
Diese Tabelle zeigt den Medaillenspiegel der World Games 1981. Von den 102 Entscheidungen fließt die eine Entscheidung in den Einladungssportarten nicht in den offiziellen Medaillenspiegel ein.
Die Platzierungen sind nach der Anzahl der gewonnenen Goldmedaillen sortiert, gefolgt von der Anzahl der Silber- und Bronzemedaillen (lexikographische Ordnung). Weisen zwei oder mehr Länder eine identische Medaillenbilanz auf, werden sie alphabetisch geordnet auf dem gleichen Rang geführt. Dies entspricht dem System, das vom Internationalen Olympischen Komitee (IOC) verwendet wird.
| Medaillenspiegel Offizielle Sportarten (Entstand nach 101 Entscheidungen) | Medaillenspiegel Offizielle Sportarten (Entstand nach 101 Entscheidungen) | Medaillenspiegel Offizielle Sportarten (Entstand nach 101 Entscheidungen) | Medaillenspiegel Offizielle Sportarten (Entstand nach 101 Entscheidungen) | Medaillenspiegel Offizielle Sportarten (Entstand nach 101 Entscheidungen) | Medaillenspiegel Offizielle Sportarten (Entstand nach 101 Entscheidungen) |
| Platz                                                                     | Land                                                                      | Gold                                                                      | Silber                                                                    | Bronze                                                                    | Gesamt                                                                    |
| ------------------------------------------------------------------------- | ------------------------------------------------------------------------- | ------------------------------------------------------------------------- | ------------------------------------------------------------------------- | ------------------------------------------------------------------------- | ------------------------------------------------------------------------- |
| 01                                                                        | Vereinigte Staaten                                                        | 37                                                                        | 37                                                                        | 25                                                                        | 99                                                                        |
| 02                                                                        | Südkorea                                                                  | 9                                                                         | 3                                                                         | 1                                                                         | 13                                                                        |
| 03                                                                        | Italien                                                                   | 7                                                                         | 12                                                                        | 17                                                                        | 36                                                                        |
| 04                                                                        | Frankreich                                                                | 7                                                                         | 6                                                                         | 6                                                                         | 19                                                                        |
| 05                                                                        | Japan                                                                     | 7                                                                         | 4                                                                         | 5                                                                         | 16                                                                        |
| 06                                                                        | Kanada                                                                    | 5                                                                         | 5                                                                         | 5                                                                         | 15                                                                        |
| 07                                                                        | Vereinigtes Königreich (a) (b)                                            | 4                                                                         | 4                                                                         | 4                                                                         | 12                                                                        |
| 08                                                                        | BR Deutschland                                                            | 4                                                                         | —                                                                         | 5                                                                         | 9                                                                         |
| 09                                                                        | Norwegen                                                                  | 4                                                                         | 1                                                                         | 3                                                                         | 8                                                                         |
| 10                                                                        | Volksrepublik China                                                       | 4                                                                         | —                                                                         | —                                                                         | 4                                                                         |
| 11                                                                        | Niederlande                                                               | 2                                                                         | 4                                                                         | 5                                                                         | 11                                                                        |
| 12                                                                        | Belgien                                                                   | 2                                                                         | —                                                                         | 4                                                                         | 6                                                                         |
| 13                                                                        | Venezuela                                                                 | 2                                                                         | —                                                                         | —                                                                         | 2                                                                         |
| 14                                                                        | Australien                                                                | 1                                                                         | 4                                                                         | 5                                                                         | 10                                                                        |
| 15                                                                        | Schweden (a)                                                              | 1                                                                         | 4                                                                         | 3                                                                         | 8                                                                         |
| 16                                                                        | Österreich                                                                | 1                                                                         | 2                                                                         | 3                                                                         | 6                                                                         |
| 17                                                                        | Schweiz                                                                   | 1                                                                         | 2                                                                         | 1                                                                         | 4                                                                         |
| 18                                                                        | Finnland                                                                  | 1                                                                         | 2                                                                         | —                                                                         | 3                                                                         |
| 19                                                                        | Chinesisch Taipeh                                                         | 1                                                                         | 1                                                                         | 1                                                                         | 3                                                                         |
| 20                                                                        | Neuseeland                                                                | 1                                                                         | —                                                                         | —                                                                         | 1                                                                         |
| 20                                                                        | Portugal                                                                  | 1                                                                         | —                                                                         | —                                                                         | 1                                                                         |
| 22                                                                        | Spanien                                                                   | —                                                                         | 3                                                                         | 3                                                                         | 6                                                                         |
| 23                                                                        | Mexiko                                                                    | —                                                                         | 2                                                                         | 5                                                                         | 7                                                                         |
| 24                                                                        | Argentinien                                                               | —                                                                         | 1                                                                         | 2                                                                         | 3                                                                         |
| 24                                                                        | Dänemark                                                                  | —                                                                         | 1                                                                         | 2                                                                         | 3                                                                         |
| 24                                                                        | Elfenbeinküste                                                            | —                                                                         | 1                                                                         | 2                                                                         | 3                                                                         |
| 27                                                                        | Ägypten                                                                   | —                                                                         | 1                                                                         | 1                                                                         | 2                                                                         |
| 28                                                                        | Thailand                                                                  | —                                                                         | 1                                                                         | —                                                                         | 1                                                                         |
| 29                                                                        | Indien                                                                    | —                                                                         | —                                                                         | 2                                                                         | 2                                                                         |
| 29                                                                        | Indonesien                                                                | —                                                                         | —                                                                         | 2                                                                         | 2                                                                         |
| 31                                                                        | Bahamas                                                                   | —                                                                         | —                                                                         | 1                                                                         | 1                                                                         |
| Total (c)                                                                 | Total (c)                                                                 | 102                                                                       | 101                                                                       | 113                                                                       | 316                                                                       |

| Medaillenspiegel Einladungssportaten (Entstand nach einer Entscheidung) | Medaillenspiegel Einladungssportaten (Entstand nach einer Entscheidung) | Medaillenspiegel Einladungssportaten (Entstand nach einer Entscheidung) | Medaillenspiegel Einladungssportaten (Entstand nach einer Entscheidung) | Medaillenspiegel Einladungssportaten (Entstand nach einer Entscheidung) | Medaillenspiegel Einladungssportaten (Entstand nach einer Entscheidung) |
| Platz                                                                   | Land                                                                    | Gold                                                                    | Silber                                                                  | Bronze                                                                  | Gesamt                                                                  |
| ----------------------------------------------------------------------- | ----------------------------------------------------------------------- | ----------------------------------------------------------------------- | ----------------------------------------------------------------------- | ----------------------------------------------------------------------- | ----------------------------------------------------------------------- |
| 01                                                                      | Niederlande                                                             | 1                                                                       | —                                                                       | —                                                                       | 1                                                                       |
| 02                                                                      | Vereinigte Staaten                                                      | —                                                                       | 1                                                                       | —                                                                       | 1                                                                       |
| 03                                                                      | Kanada                                                                  | —                                                                       | —                                                                       | 1                                                                       | 1                                                                       |
| Total                                                                   | Total                                                                   | 1                                                                       | 1                                                                       | 1                                                                       | 3                                                                       |